# Augy (Yonne)
Augy é uma comuna francesa na região administrativa de Borgonha-Franco-Condado, no departamento de Yonne. Estende-se por uma área de 5,04 km². Em 2010 a comuna tinha 1 057 habitantes (densidade: 209,7 hab./km²).